# Engelbert I. Spanheimski
Engelbert I. Spanheimski, grof v Pustriški dolini, mejni grof v Istri in solnograški odvetnik, morda tudi grof v Sponheimu in v grofiji Kraichgau, pripadnik plemiške rodbine Spanheimov,* ?, † 1. april 1096.

## Življenje
Engelbert je bil sin Siegfrieda I. Spanheimskega in njegove žene Rikarde. Imel je tri brate, od katerih po imenu poznamo dva in sicer Hartvika, nadškofa iz Magdeburga, in Hermana. Engelbert se je poročil s plemenito Hedviko. O Hedvikinem plemiškem izvoru danes ne obstaja soglasje. Možno je, da gre za hčerko vojvode Henrika III. Koroškega iz rodu Eppensteincev, lahko gre za hčerko Bernarda II. Saškega, možno pa je, da je furlanskega porekla. Kakorkoli že njeno poreklo je zelo verjetno močno okrepilo Engelbertov položaj na Koroškem. V njunem zakonu se je rodilo šest potomcev: Engelbert II., Henrik IV. Koroški, Bernard Mariborski, Siegfried II., Hartvik II in Rikarda. Sinova Henrik IV in Engelbert II. sta se povzpela na položaj koroških vojvod. Engelbert I. je umrl aprila v letu 1096. 
|  |                          |  |  |  |  |  |  |  |  |  |  |  |  |  |  |  |
|  | Siegfried I. Spanheimski |  |  |  |  |  |  |  |  |  |  |  |  |  |  |  |
|  |                          |  |  |  |  |  |  |  |  |  |  |  |  |  |  |  |
|  |                          |  |  |  |  |  |  |  |  |  |  |  |  |  |  |  |
|  | Engelbert I. Spanheimski |  |  |  |  |  |  |  |  |  |  |  |  |  |  |  |
|  |                          |  |  |  |  |  |  |  |  |  |  |  |  |  |  |  |
|  |                          |  |  |  |  |  |  |  |  |  |  |  |  |  |  |  |
|  | Engelbert (Aribonski)    |  |  |  |  |  |  |  |  |  |  |  |  |  |  |  |
|  |                          |  |  |  |  |  |  |  |  |  |  |  |  |  |  |  |
|  |                          |  |  |  |  |  |  |  |  |  |  |  |  |  |  |  |
|  | Rikarda                  |  |  |  |  |  |  |  |  |  |  |  |  |  |  |  |
|  |                          |  |  |  |  |  |  |  |  |  |  |  |  |  |  |  |
|  |                          |  |  |  |  |  |  |  |  |  |  |  |  |  |  |  |

## Politično delovanje in dosežki
V času Engelberta I. se je med papeži in Henrikom IV, cesarjem Svetega rimskega cesarstva, vnel boj za investituro (umeščanje cerkvenih dostojanstvenikov). Engelbert I. Spanheimski je bil odvetnik solnograškega nadškofa, zato je leta 1085 zašel v hud spor z oglejskim patriarhom Bertoldom, ki je posegel po grofovih posestvih na Koroškem, Engelbert pa se je temu upiral. Tedanji nemški vladar Henrik IV. Nemški je bil zaradi močnih papeških in drugih nasprotnikov odvisen tako od podpore patriarha kakor tudi Engelberta, zato se je osebno potrudil, da je njun spor čim bolj omilil. Ob smrti cesarja Henrika IV. (1106) papeška stranka v slovenskih deželah že prevladuje in  na račun cerkvenih posesti so se tedaj povzpele mnoge plemiške rodbine. Tudi Spanheimi so pod Engelbertom I. postali pristaši papeške stranke, ki je leta 1122 glede umeščanja cerkvenih dostojanstvenikov dosegla za cesarja manj ugodno kompromisno rešitev, zato se je njihova veljava povečala. Engelbert I. je v podporo cerkvi leta 1091 k sebi poklical skupino benediktincev iz samostana Hirsau v severnem Schwarzwaldu, jim podelil svoj grad in cerkev v današnjem Šentpavlu v Labotski dolini - tako je nastal pomemben koroški benediktinski samostan Šentpavel. Proti koncu svojega življenja je Engelbert tudi sam postal benediktinski menih v svojem novem samostanu, kjer je leta 1096 tudi umrl.

## Potomstvo
Engelbert je bil poročen s Hedviko/Hadviko, katere porekla ni mogoče neposredno dokazati. Identificirana je bila kot Hadvika Billunška, hči Bernarda II. Saškega,, vendar je v novejših raziskavah Friedricha Hausmanna in Heinza Dopscha lahko identificirana kot Hedvika iz Moše, ki bi izvirala iz furlanske plemiške rodbine.
Potomstvo:
- Bernard Mariborski († 1147), grof Trušenjski
- Rikarda († okoli 1112), I. ⚭ grof Bertold I. Schwarzenburški († ok. 1090), II. ⚭ Poppo II., mejni grof Istre († 1095/1107), III. ⚭ Gebhard I., grof Reichenhalla († 1102)
- Henrik IV. († 1123), tudi Henrik Goriški, koroški vojvoda (1122–1123)
- Engelbert II. († 1141), mejni grof v Istri, (1103–1134),  koroški vojvoda  (1123–1135)
- Siegfrid II. (I.) († 1132), grof Spanheimski-(Lebenavski)
- Hartvik († 1126), regensburški škof (1105–1126)